# J-Net21
J-Net21（ジェイネット21）は、公的機関の支援情報を中心に、中小企業の経営に関する情報を提供することを目的とするサイトである。正式名称は、中小企業ビジネス支援サイトJ-Net21。平成13年にサイトをオープンし、運営は独立行政法人中小企業基盤整備機構がおこなっている。